# Dolmen von Pajot

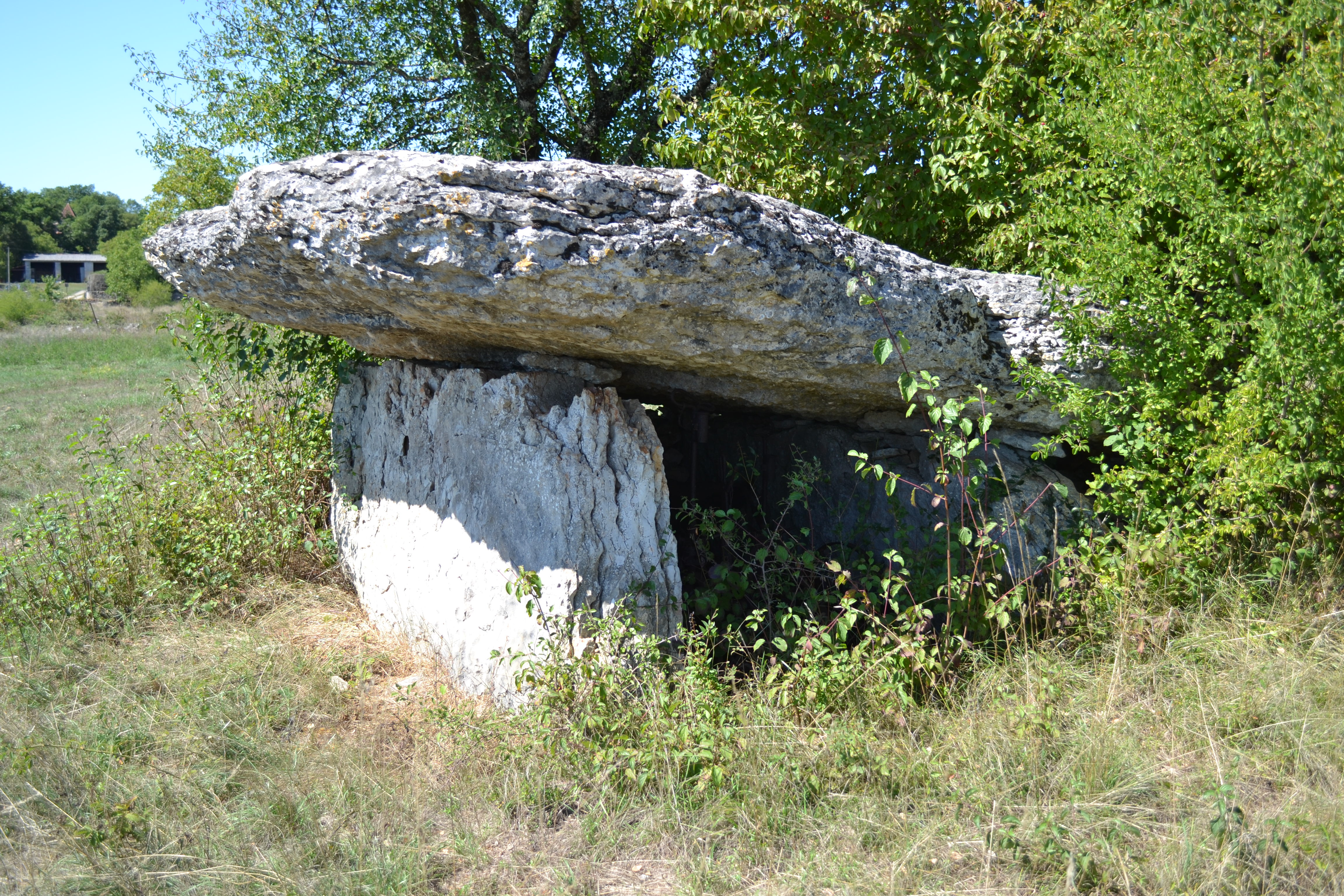
Dolmen von Pajot

Der Dolmen von Pajot (auch Mas Pachot, Dolmen de Limogne oder Dolmen mas Rolland genannt) liegt in einem Feld südöstlich von Limogne-en-Quercy, bei Villefranche-de-Rouergue im Département Lot in Frankreich. Dolmen ist in Frankreich der Oberbegriff für neolithische Megalithanlagen aller Art (siehe: Französische Nomenklatur).
Der Dolmen von Pajot ist typisch für die Region um Limogne-en-Quercy, wo es fünf derartige Dolmen gibt.
Die Kammer ist etwa 3,5 Meter lang und 1,5 Meter breit, mit einem allseits überstehenden Deckstein, der auf drei Tragsteinen ruht. Die nordöstliche Seite ist teilweise zusammengebrochen. Der Dolmen wurde Jahrzehnte dazu verwendet, eine landwirtschaftliche Ausrüstung zu lagern.
Der Dolmen ist seit 1992 als Monument historique eingestuft.
In der Nähe liegt der Dolmen du Lac d’Aurie.